# Drahtloser Dienst AG
Die Drahtloser Dienst AG (Dradag) war ein publizistischer Dienstleister für den Hörfunk in der Weimarer Republik, der maßgeblich dem Einfluss des Reichsinnenministeriums unterstand. Sie belieferte die Hörfunksender mit politischen Nachrichten. Sie wurde 1923 gegründet und ging 1932 in der Reichs-Rundfunk-Gesellschaft (RRG) auf.

## Geschichte
Die Dradag ging im Oktober 1923 aus der Aktiengesellschaft Buch und Presse hervor. Während die literarischen und musikalischen Darbietungen von der Deutschen Stunde, Gesellschaft für drahtlose Belehrung und Unterhaltung zuständig sein sollte, war es die Aufgabe der Dradag die publizistischen Inhalte herzustellen und zu verbreiten. Die beiden Organisationen waren die einzigen, die zunächst von der Reichspost eine Sendegenehmigung erhalten haben. Die Reichspost machte eine 51-prozentige Beteiligung an den jeweiligen regionalen Rundfunkgesellschaft zur Bedingung für weitere Konzessionen. Hinter der Dradag standen der Ministerialrat Kurt Häntzschel (DDP) und der Politiker Ernst Heilmann, Fraktionschef der SPD im Preußischen Landtag. Das Reichsinnenministerium hatte zunächst keinen formellen Einfluss bei der Dradag, es war vielmehr auf den guten Willen von Häntzschel und Heilmann angewiesen. Die Sache wurde zum Politikum und auf höchster Ebene diskutiert. Der Reichsinnenminister Karl Jarres forderte 1924 im Kabinett, dass die vielfältigen Möglichkeiten des Rundfunks, ihn „zur politischen Beeinflussung breitester Kreise der Bevölkerung zu benutzen“, eine Regelung erforderten, die Missbrauch ausschließe. Das Kabinett stimmte am 23. Oktober 1924 zu, dass die Aktienmehrheit der Dradag beim Reichsinnenministerium zu liegen habe und sie einen der Reichsregierung verpflichteten Redakteur einstellen musste. Das Reichsinnenministerium erhielt 51 Prozent der Aktien. Nach mehreren Auseinandersetzungen gingen die verbliebenen 49 Prozent an verschiedene Presseorganisationen (Reichsverband der Deutschen Presse: 12,4 Prozent, Wolffs Telegraphisches Bureau: 12 Prozent, Telegraphen-Union: 12 Prozent, Verlagshaus Rudolf Mosse: 6,3 Prozent und Verlagshaus August Scherl: 6,3 Prozent).
Der Aufsichtsrat hatte 26 Mitglieder und setzte sich wie folgt zusammen:
- Reichs-Rundfunk-Gesellschaft (RRG) (1 Sitz)
- Reichsregierung (2 Sitze)
- Länder (8 Sitze)
- Parteien (7 Sitze)
- Minderheitsaktionäre (8 Sitze)

Der Aufsichtsrat wählte am 14. Oktober 1926 den Zentrums-nahen Journalisten Josef Räuscher zum verantwortlichen Chefredakteur. Er trat seinen Dienst am 1. Dezember 1926 an. Im Zuge der Umstrukturierungen im Laufe des Jahres 1932, die privaten Einfluss aus dem deutschen Rundfunk verdrängen sollten, wurde Räuscher am 30. September 1932 entlassen. Seine Nachfolger waren Walther Beumelberg als Leiter des Drahtlosen Diensts und Hans Fritzsche als für die Nachrichten zuständiger Abteilungsleiter. Ein Erlass des Reichsinnenministeriums Wilhelm von Gayl (DNVP) vom 24. September 1932 löste die Dradag zum 1. Oktober des gleichen Jahres auf. Sie war fortan nur noch eine Abteilung innerhalb der RRG. Neben der Beschaffung von Nachrichten war der Drahtlose Dienst auch für „die Vorbereitung und Verbreitung von Vorträgen und sonstigen Mitteilungen im Rundfunk, welche die Reichsregierung zur Darlegung ihrer Ziele und zur Unterrichtung der Öffentlichkeit über ihre Tätigkeit für angebracht und erforderlich hält.“ verantwortlich. Die Verstaatlichung der Rundfunkorganisationen am Ende der Weimarer Republik erleichterten es den Nationalsozialisten nach der Machtübertragung am 30. Januar 1933 den Rundfunk schnell zu einem Mittel ihrer Propaganda zu machen. Der Drahtlose Dienst meldete am 30. Januar: „Der Führer der Nationalsozialisten, Adolf Hitler, ist soeben von dem Herrn Reichspräsidenten zum Reichskanzler ernannt worden, aufgrund einer längeren Besprechung, die der Reichspräsident heute Morgen mit Herrn Hitler sowie Herrn von Papen hatte.“

## Programm
Die Dradag lieferte fünf Nachrichtensendungen am Tag. Diese wurden aber nicht alle von den einzelnen regionalen Rundfunkgesellschaften übernommen. Ende der 1920er Jahre sendete keine der Rundfunkanstalten mehr als drei Nachrichtensendungen der Dradag. Zudem wurden die Nachrichten nur in den hörerschwachen Zeiten am Mittag und nach 22 Uhr ausgestrahlt.